# کاترین بوهارت
کاترین بوهارت (انگلیسی: Catherine Bohart؛ زادهٔ ۱۳ اوت ۱۹۸۸) کمدین، بازیگر و نویسنده اهل جمهوری ایرلند است. وی از سال ۲۰۱۴ میلادی تاکنون مشغول فعالیت بوده است.